# 도요마정 (후쿠시마현)
도요마정(豊間町)은 후쿠시마현 남동부, 이와키군에 속했던 정이다. 현재의 이와키시 중앙부에 해당한다.

## 역사
- 1889년 4월 1일 - 정촌제 시행에 의해 3촌이 합병해 이와사키군 도요마촌이 성립하였다.
- 1896년 4월 1일 - 군 통합에 따라 이와키군에 속하게 되었다.
- 1940년 6월 1일 - 도요마촌이 정으로 승격해 도요마정이 되었다.
- 1954년 10월 1일 - 다이라시에 편입되어, 동일 도요마정이 폐지되었다.
- 1966년 10월 1일 - 다이라 시, 우치고 시, 이와키 시, 나코소 시, 조반 시, 이와키 군 요쓰쿠라 정, 도노 정, 오가와 정, 요시마 촌, 미와 촌, 다비토 촌, 가와마에 촌, 후타바군 히사노하마 촌, 오히사 촌과 합병해 이와키시가 성립하였다.

## 참고문헌
- 角川日本地名大辞典 7 福島県